# Белозёров, Андрей Николаевич
Андре́й Никола́евич Белозёров (род. 17 июня 1977, Томск) — российский шахматист, гроссмейстер (2002), мастер спорта России (2014). Трёхкратный победитель командного чемпионата России в составе команды «Томск-400» (2004, 2005, 2009).

## Биография
В детстве Белозёров занимался у Владимира Дохленко, известного в Томске детского тренера. Позже занял 2-е место на юношеском первенстве России.
В 1996—1997 годах играл в одних из последних чемпионатов Европы до 20 лет, пока соревнование не было отменено, и занял 5-е место.
В 1998 году в Томске появился клуб «Томск-400», за который играл один местный шахматист, кроме приглашённых гроссмейстеров. С участием Белозёрова клуб стал чемпионом России в 2004, 2005 и 2009 годах, в 2003 году — серебряным призёром. Белозёров играл на запасной доске.
В начале 2000 годов Белозёров регулярно играл в чемпионатах России и Высших лигах чемпионата России. В составе родного клуба дважды выигрывал клубный кубок Европы в 2005 и 2006 годах. Неоднократный призёр чемпионатов Сибири и региональных турниров.
Успехов достиг ученик Белозёрова Захар Александров (мастер ФИДЕ).
Белозёров женат, семья воспитывает четырёх детей.